# Lanfeust des Étoiles
 (mai 2024).
Lanfeust des Étoiles est une série de bande dessinée. Le scénario est de Christophe Arleston, les dessins de Didier Tarquin. Il s'agit du second cycle des aventures de Lanfeust, un apprenti forgeron de la planète Troy, qui fait suite à Lanfeust de Troy. L'aventure continue avec le troisième cycle intitulé Lanfeust Odyssey.

## Résumé de l'histoire
Dans ce cycle, on découvre que Troy est en fait une planète appartenant au prince Dheluu, un des treize princes marchands de Meirrion, qu'on appelle d'ailleurs « les Treize ». Il y a des milliers d'années, les princes marchands décidèrent de mener une expérience sur Troy : rassembler des gens aux pouvoirs psy (ce que les habitants de Troy appellent magie) autour d'un catalyseur (le Magohamoth) afin de développer ces pouvoirs. Thanos et Lanfeust sont les deux seuls résultats positifs pour le moment, les seuls à posséder le pouvoir absolu. Assez vite, Lanfeust découvrira qu'il risque de se retrouver au centre de grands combats pour l'univers.
Dans Lanfeust des Etoiles, les auteurs ont été plus prolixes en références et gags que dans la série initiale. De nombreuses allusions à l'environnement culturel de ces dernières années sont glissées çà et là aux fils des planches. 
Éloigné de ses repères, incertain de son rôle, Lanfeust devient plus naïf et réservé que dans la première série. Ce changement le pose en anti-héros maladroit et gaffeur, comportement qui disparaît uniquement dans ses faces à face avec son meilleur ennemi, Thanos.

## Les personnages
Dans ce cycle, on retrouve certains personnages du premier cycle, Lanfeust de Troy comme Lanfeust, Cixi, Hébus et Thanos. Le premier tome se déroulant en partie sur Troy, on aperçoit des personnages comme Nicolède mais, bien vite, l'histoire se concentre ailleurs et toutes les nouvelles rencontres seront faites ailleurs.
- Personnages principaux
  - Lanfeust
  - Cixi
  - Hébus
  - Swiip
  - Thanos
  - Glace
  - Le prince Dheluu
  - Qäm

- Personnages secondaires
  - Les Treize Princes Marchands de Meirrion
  - Amiral Gingree
  - Glin
  - Blongo
  - Oho Seth

## Albums
| N° | Titre                       | Scénariste          | Dessinateur / Coloriste                            | Première publication | Éditeur | ISBN                     |
| -- | --------------------------- | ------------------- | -------------------------------------------------- | -------------------- | ------- | ------------------------ |
| 1  | Un, deux... Troy            | Scotch Arleston     | Didier Tarquin                                     | décembre 2001        | Soleil  | (ISBN 9782845652217)     |
| 2  | Les Tours de Meirrion       | Scotch Arleston     | Didier Tarquin                                     | 26 mars 2003         | Soleil  | (ISBN 9782845654051)     |
| 3  | Les Sables d'Abraxar        | Christophe Arleston | Didier Tarquin                                     | 21 janvier 2004      | Soleil  | (ISBN 9782845656833)     |
| 4  | Les Buveurs de mondes       | Christophe Arleston | Didier Tarquin                                     | 8 décembre 2004      | Soleil  | (ISBN 9782845659001)     |
| 5  | La Chevauchée des bactéries | Christophe Arleston | Didier Tarquin                                     | 7 décembre 2005      | Soleil  | (ISBN 2849463183)        |
| 6  | Le Râle du flibustier       | Christophe Arleston | Didier Tarquin / Sébastien Lamirand et Claude Guth | 6 décembre 2006      | Soleil  | (ISBN 2849466417)        |
| 7  | Le Secret des Dolphantes    | Christophe Arleston | Didier Tarquin                                     | 12 décembre 2007     | Soleil  | (ISBN 978-2302000315)    |
| 8  | Le Sang des comètes         | Christophe Arleston | Didier Tarquin                                     | 26 novembre 2008     | Soleil  | (ISBN 978-2-30200-382-8) |

## Autour de la série
Tout comme dans Lanfeust de Troy, le lecteur peut découvrir des petits messages cachés. Ils sont pour la plupart sur des morceaux de papier (attention, il faut souvent retourner le livre). Ces messages sont soit des petites blagues, soit des petits jeux comme dans Lanfeust de Troy, où il faut retrouver trois amis de George Lucas (Jabba le Hutt, l'amiral et R2-D2 ; en plus d'E.T.).
Outre ces messages, discrets, certains sont beaucoup plus voyants et font appel à votre culture. Ce phénomène est très présent dans ce cycle : Swipp et Lanfeust parlent de douche extraterrestre qu'ils appellent E.T. douche (iti douche). Lorsque les femmes prennent leur douche sous la pluie, Lanfeust dit : « la voilà ta iti douche » (Tahiti douche, en référence à la publicité où les femmes se douchaient sous la pluie). Les Pathacelces se transforment en Casimir et en Marsupilami. L'agent secret du tome 4 s'appelle Oho Seth (007). Son détonateur ressemble à une pokéball de Pokémon.  Sur son paquet de cigarettes, on peut lire « ne pas fumer demain ne meurt jamais », en référence au film de James Bond Demain ne meurt jamais. De plus, sur ce même paquet de cigarettes, on peut voir une pieuvre, qui fait sans doute référence au film Octopussy[réf. à confirmer]
. Dans l'album Les Sables d'Abraxar, Lanfeust se fait mordre par une dark moule en référence à Dark Maul de La Menace fantôme. Il développe alors les mêmes taches noir et rouge que le Sith; dans ce même album le capitaine Grundwund et le Rorskal sont une parodie de Moby Dick. Dans Le Sang des comètes, Thanos, tentant de reprendre son apparence avec le corps de Dheluu, se change tour à tour en Alien, puis en Dark Vador, avant d'enfin réussir. De plus, le personnage de l'agent Glace dit à Lanfeust : "Pas de crypte tonique, pas de superpouvoirs!", en référence à Superman, qui se dépossède de ses pouvoirs en présence de kryptonite. Enfin l'Al Blattor ressemble à Albator.
Les auteurs s'amusent aussi avec les noms de leurs personnages, dans Les Tours de Meirrion, on découvre les treize princes marchands dirigeant l'univers. Chacun de leur nom est l'objet d'un jeu de mots :
- Princesse Elpheu : « cessez-le feu » / princesse Elfe
- Prince Porho : Port-au-Prince
- Prince Andhière : incendiaire
- Prince Khonzor : Prince consort
- Prince Dhegall : Prince de Galles
- Prince Hevant : Rincevent
- Prince Rainghey : Leprince-Ringuet
- Prince Lhepty : Le Petit Prince
- Prince Ladhal : rince la dalle (de l'expression « se rincer la dalle »)
- Prince Dhemonaq : Prince de Monaco
- Princesse Ophrédla : « aux frais de la princesse »
- Prince Cenrhyr : pince-sans-rire
- Prince Dheluu : Prince de Lu

Il y a aussi de nombreux personnages cachés, indiqués dans les messages cachés. Dans le tome 6, on peut lire : « Où est Bob ? »
Bob n'est autre que Bob l'éponge, que l'on retrouve dans la cargaison du Zoo 117, dans une cage, en compagnie de son ami Patrick…
On peut aussi voir dans le tome 4 Swipp dire : « Ya du soleil et des nana mirllipiladada ! » (en référence aux Bronzés).
La série est considérée comme un poids-lourd de l'édition bd en 2008 par le journal Le Monde. Fort de son succès le 8ième et dernier tome de la série a été produit à 300000 exemplaires.

## Publication

### Périodiques
Lanfeust Mag : prépublication

### Éditeurs
Soleil : tomes 1 à 8 (première édition des tomes 1 à 8)